# ¡Ahora caigo!
¡Ahora caigo! es l'adaptació espanyola del reeixit concurs israelià Lauf Al Hamilion (hebreu: לעוף על המיליון‎) d'Arutz 10, produït a Espanya per Gestmusic (del grup Endemol Shine Iberia). És un programa de televisió emès per Antena 3 i presentat per Arturo Valls, que va ser emès les nits dels dimarts a les 22.00h a Espanya. A partir del 22 d'agost de 2011 Antena 3 va suprimir El diario per a exposar una versió diària d'aquest concurs, de dilluns a divendres a les 18:45h que posa en joc 100 000 €. El 28 de setembre de 2011 va finalitzar la primera temporada amb una mitjana de més de dos milions d'espectadors i gairebé una 14% de quota de pantalla. El 7 de desembre de 2011 va tornar amb un especial per a substituir el lloc que va deixar Tu cara me suena. El divendres 14 de setembre de 2012 es va emetre un especial "Vuelta al cole" amb nens col·legials com a concursants.
Des del 23 de novembre de 2015, el format és remodelat, conservant algunes funcions, i afegint moltes més, com per exemple: actualment quan el concursant central és derrotat, acaba la partida, però a ara no acabarà, és més, el concursant que l'ha derrotat passa a ser el concursant central, acumulant els diners que ja tenia i optant a portar-se els 100.000 € de premi. També s'han afegit algunes proves.
El programa acumula una audiència mitjana en la franja de tarda entre en 14%-16%.

## Tipus de proves
Hi ha cinc tipus de proves mes la de l'elecció del central: clàssic, entre tres, endevina, paraula gallina i "vaya lío".

### Elecció del central
Els onze concursants han de respondre ràpidament a una pregunta des d'una tauleta. El primer a respondre serà el concursant central.

### Clàssic
És el duel que usen des que va començar el programa. És un duel del mateix tipus que el penjat.

### Entre tres
Hi ha preguntes amb tres respostes fixes, el que falli una pregunta, perd i cau per la trapa, tret que tingui comodins.

### Endevina
Cal buscar alguna cosa, s'estaran donant pistes, i el que abans ho endevini, roman jugant com a concursant central.

### Paraula gallina
S'escolta la cançó original, en unes de les paraules s'escolta la veu de la gallina i el concursant haurà d'endevinar-les.

### Vaya lío
És com el duel clàssic, però que la resposta està aquí des del principi, encara que les lletres estan desordenades i el concursant haurà d'ordenar-les, la qual cosa es coneix com un anagrama.

## Mecànica del concurs
Una persona està situada en el centre del plató amb una trapa com les dels deu oponents contra els quals ha de concursar. La persona que està en el centre ha de triar per torns a un oponent.
Una vegada triat l'oponent, concursen entre ells. Hi ha cinc proves: respondre preguntes ràpidament amb un límit de temps de 30 segons (duel clàssic), de tres possibles respostes triar la correcta en 5 segons (Entre tres), endevinar la resposta amb pistes en 5 segons (Endevina), resoldre la resposta a la pregunta a través d'un anagrama (Vaya lío) i trobar el fragment de cançó que s'amaga després de l'escataino de la gallina (Paraula gallina). Si el concursant del centre no sap la resposta, pot usar els comodins que tingui, perquè l'oponent respongui la pregunta. Si l'oponent no respon la pregunta bé, a continuació se li donarà la volta al número en el qual estava situat i obtindrà un dels següents premis: 1 €, 500 €, 1.000 €, 2.000 € i 5.000 € en la Diària.
En cas que el concursant del centre no encerti la pregunta i no tingui més comodins, caurà per la trapa i l'oponent triat per ell/ella es convertirà en el concursant central.
El jugador es pot plantar amb la meitat dels diners que porti acumulat després d'abatre a 8 oponents i amb la totalitat dels diners després de desfer-se de 9 oponents. En cas que desitgi seguir després dels 8 oponents, se li regalarà a aquest un comodí. Si desitja continuar després del 9è oponent, podrà optar al gran premi dels 100.000 € abatent als 10 oponents.
Si en el duel contra el desè oponent el concursant central perd, la persona restant s'emportarà tots els diners que est troba acumulat durant la resta del programa, el màxim que es pot emportar una persona en aquest cas són 22002 € i el mínim 17003 €. El premi màxim de 100.000 euros només l'han aconseguit vint concursants en la història del programa, el darrer el febrer de 2019.

## ¡Ahora caigo!arreu del món
| País            | Títol                                                  | Cadena     | Presentador          | Estrena                | Premi màxim                                                                                    |
| --------------- | ------------------------------------------------------ | ---------- | -------------------- | ---------------------- | ---------------------------------------------------------------------------------------------- |
| Israel          | לעוף על המיליון Lauf al Hamiliyon (Creador del format) | Channel 10 | Yaron Brovinsky      | 20 de desembre de 2010 | ₪1.000.000                                                                                     |
| Brasil          | Quem Fica em Pé?                                       | Band       | José Luiz Datena     | 9 d'abril de 2012      | R$100.000                                                                                      |
| Lliga Àrab      | المصيدة El masyadeh                                    | MBC1       | Badr Al Zeidan       | 23 d'octubre de 2013   | SR1,000,000                                                                                    |
| R.P. de la Xina | 一站到底 Yi zhan daodi                                 | Jiangsu TV | Li Hao & Guo Xiaomin | 2 de març de 2012      | Viatge entre ¥250,000-¥1,000,000                                                               |
| Hongria         | Maradj talpon!                                         | m1         | Gundel Takács Gábor  | 3 d'octubre de 2011    | 25.000.000 Ft.                                                                                 |
| Espanya         | ¡Ahora caigo!                                          | Antena 3   | Arturo Valls         | 6 de juliol de 2011    | 200.000 € (Prime time)                                                                         |
| Espanya         | ¡Ahora caigo!                                          | Antena 3   | Arturo Valls         | 22 d'agost de 2011     | 100.000 € (Diari)                                                                              |
| Turquia         | Eyvah Düşüyorum                                        | Star TV    | Eser Yenenler        | 6 de gener de 2012     | 500.000 TL                                                                                     |
| Estats Units    | Who's Still Standing?                                  | NBC        | Ben Bailey           | 19 de desembre de 2011 | $1,000,000                                                                                     |
| Alemanya        | Ab durch die Mitte                                     | Sat.1      | Daniel Boschmann     | 2 de juliol de 2012    | 50.000 €                                                                                       |
| Itàlia          | Caduta libera                                          | Canale 5   | Gerry Scotti         | 4 de maig de 2015      | 100.000 € (primera edició) 300.000 € (segona i tercera edició) 500.000 € (de la quarta edició) |
| Bèlgica         | Valkuil (nl)                                           | VTM        | Kürt Rogiers (nl)    | 5 de gener de 2015     | 5,000 €                                                                                        |
| Bèlgica         | Still Standing                                         | RTL-TVI    | Jean-Michel Zecca    | 2016                   | 30,000 €                                                                                       |
| França          | Still Standing                                         | D8         | Julien Courbet       | 2016                   | 30,000 €                                                                                       |
| Tailàndia       | Still Standing Thailand                                | BBTV CH7   | Varavuth Jenthanaku  | 1 d'octubre de 2015    | 1.000.000 ฿                                                                                    |